# باعلال (تريم)
'
باعلال هي إحدى قرى عزلة تريم بمديرية تريم التابعة لمحافظة حضرموت، بلغ تعداد سكانها 2129 نسمة حسب تعداد اليمن لعام 2004.